# Barbara Ketcham Wheaton
Barbara Ketcham Wheaton (Filadèlfia, Pennsilvània, 1931) és una historiadora i escriptora estatunidenca.
El seu treball l'ha convertit en una erudita en el camp de la cuina del món. Bona part de la seva vida l'ha dedicat a la construcció d'una base de dades (avui anomenada: The Sifter) amb receptes de cuina de tots els temps. Wheaton des de 1990 és curadora honorària de la col·lecció culinària de la Arthur Elizabeth Schlesinger Library on the History of Women in America at the Radcliffe Institute for Advanced Study, de la Universitat Harvard, una de les més grans col·leccions de llibres i manuscrits relacionats amb cuina i la història social de l'alimentació.